# Neunkirchen (Sársko)
Neunkirchen je druhé největší město v Sársku na řece Blies. Leží 20 km severovýchodně od města Saarbrücken. V roce 2015 v něm žilo 46 369 obyvatel.